# Pięciornik śląski
Pięciornik śląski (Potentilla silesiaca R. Uechtr.) – gatunek rośliny z rodziny różowatych (Rosaceae). Wymarły endemit Polski.

## Zagrożenia i ochrona
Roślina objęta w Polsce ścisłą ochroną gatunkową.
Kategorie zagrożenia gatunku:
- Kategoria zagrożenia w Polsce według Czerwonej listy roślin i grzybów Polski (2006)[6]: Ex (wymarły i zaginiony); 2016: DD (stopień zagrożenia nie może być określony)[7].
- Kategoria zagrożenia w Polsce według Polskiej czerwonej księgi roślin (2001): VU (narażony na wyginięcie); 2014: EX (wymarły)[5].